# Xã Tipton, Quận Hardin, Iowa
Xã Tipton (tiếng Anh: Tipton Township) là một xã thuộc quận Hardin, tiểu bang Iowa, Hoa Kỳ. Năm 2010, dân số của xã này là 1.071 người.